# Lievegem
Lievegem és un és un municipi belga de la província de Flandes Oriental a la regió de Flandes, banyat per canal medieval del Lieve que li va donar el nom. És el resultat de la fusió de Zomergem amb Lovendegem i Waarschoot l'1 de gener de 2019. El topònim nou va ser triat després d'un referèndum al qual la població podia triar entre Lievegem, Lieveland, Lievebeke i Midden-Meetjesland. Lievegem va obtenir 55% dels vots.